# Penaruban (Bukateja)
Penaruban is een bestuurslaag in het regentschap Purbalingga van de provincie Midden-Java, Indonesië. Penaruban telt 1593 inwoners (volkstelling 2010).